# 汤姆·塞克斯顿
汤姆·塞克斯顿（英語：Tom Sexton，1998年11月19日—），新西兰男子自行车运动员。他曾代表新西兰参加2018年和2022年英联邦运动会自行车比赛，其中2022年英联邦运动会获得一枚金牌和一枚银牌。